# Stefano Dragutin di Serbia
Stefano Dragutin Nemanjić (in serbo Стефан Драгутин Немањић?; 1252 – 12 marzo 1316) è stato un sovrano serbo.

## L'ascesa al trono
Primogenito di Stefano Uroš I e di Elena d'Angiò, sposò Caterina d'Ungheria, figlia dell'erede al trono d'Ungheria Stefano in seguito al trattato di pace tra Béla IV e suo padre, dopo il fallito tentativo da parte serba di annettersi alcuni territori sotto l'amministrazione magiara. Nel trattato di pace era previsto che Dragutin ottenesse il controllo della regione della Rascia. Quando Uroš glielo negò, temendo la troppa influenza della moglie ungherese negli affari dello Stato, Dragutin si appellò a Béla IV che spodestò il re serbo e diede a lui la corona.

## La politica interna

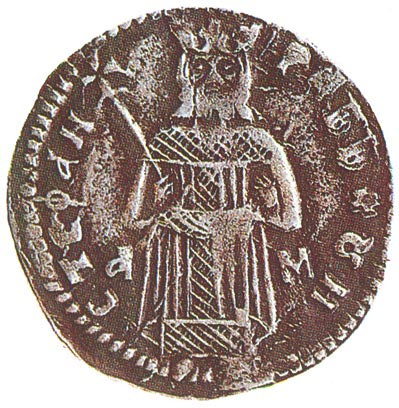
Moneta coniata sotto il regno di Dragutin

La nobiltà e la Chiesa ortodossa serba non avevano mai accettato la sua presa di potere, in ragione dell'appoggio ungherese che minava l'autonomia nazionale. Non fidandosi dell'aristocrazia, Dragutin decise di amministrare lo Stato decentrando il potere a livello locale, ma lasciandolo nelle mani di una ristretta cerchia di familiari. A sua madre diede il governo delle regioni di Zeta, di Trebinje e dell'Alto Ibar, a suo fratello Milutin lasciò le terre che aveva ereditato da Stefano Uroš, e tenne sotto il proprio controllo diretto la Rascia.

## La politica estera
Debitore verso la corona magiara, nonché imparentato con essa, Dragutin attuò nei confronti del Regno d'Ungheria una politica di pace. Contemporaneamente, decise di stringere relazioni amichevoli anche con l'Impero bizantino, rinunciando a ogni volontà di allargare i propri domini. Questa politica di sostanziale pacifismo trovò nella nobiltà il più grande avversario. L'aristocrazia, infatti, vedeva, da una parte, diminuito il proprio potere a causa dell'influenza a corte dei notabili ungheresi, dall'altra, azzerata la possibilità di allargare i propri territori muovendo guerra a Bisanzio o all'Ungheria.

## Re di Sirmia
La situazione non era più sostenibile. L'Assemblea dei notabili, riunita nel 1282 dichiarò il sovrano decaduto, e acclamò suo successore il fratello Milutin; in cambio, Milutin avrebbe nominato erede al trono serbo il figlio di Dragutin, Vladislav.

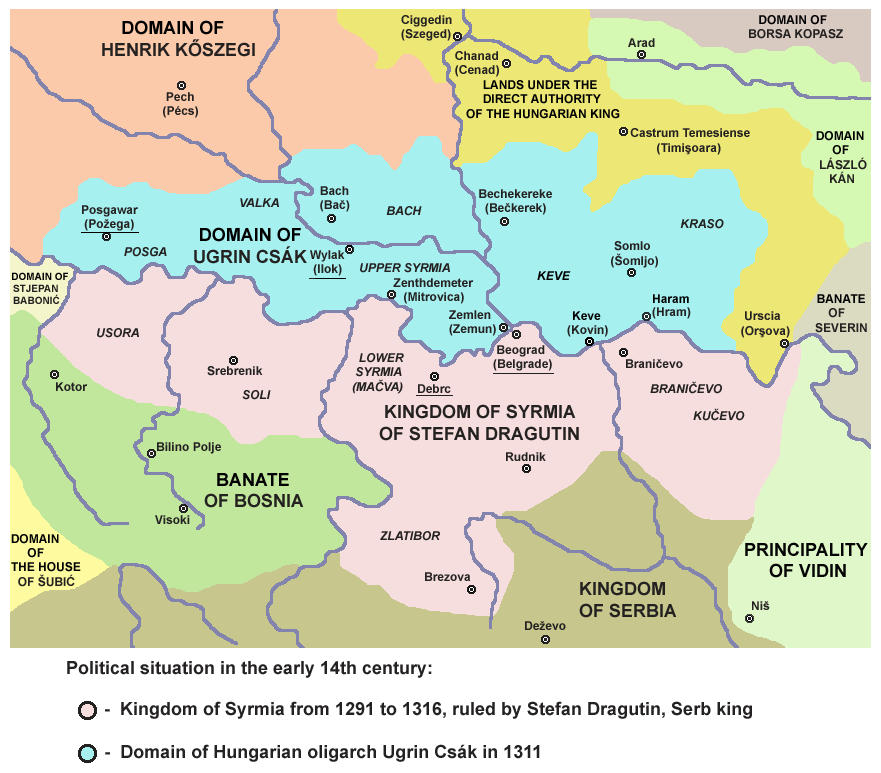
Carta politica della Serbia nel XIV secolo

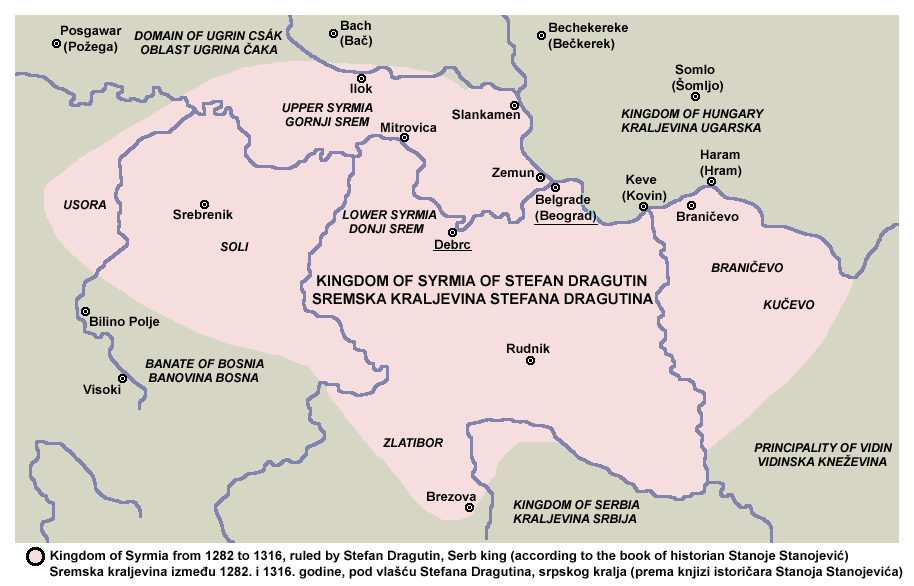
Carta politica della Serbia nel XIV secolo (secondo lo storico Stanoje Stanojević)

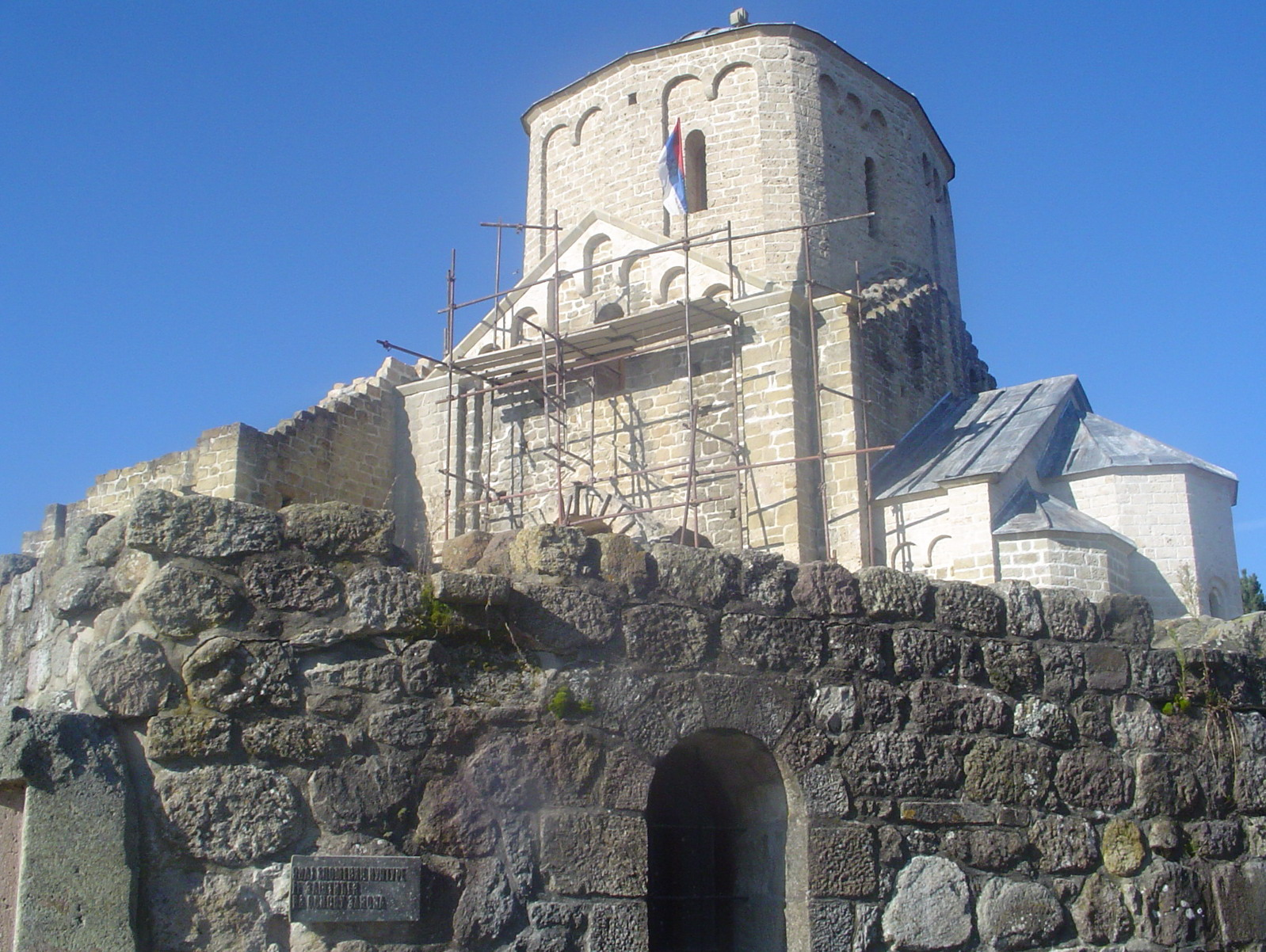
Monastero di Đurđevi Stupovi

Nel 1284 Vladislav sposò una parente del re Ladislao IV d'Ungheria, e Dragutin ricevette dal sovrano magiaro le terre della Mačva in cui era compresa la città di Belgrado, e le aree bosniache di Soli e Usora. Per questi territori, venne creata la corona di Sirmia (Срем, Srem) con capitale Debrc, di cui Dragutin divenne re. Ben presto, spostò la propria residenza a Belgrado: fu il primo sovrano serbo nella storia della città. Negli ultimi anni del XIII secolo Stefano Dragutin allargò il proprio dominio sulle città di Braničevo e Kučevo.
Quando Milutin decise di non rispettare il patto con il fratello e di non nominare suo figlio Vladislav erede al trono, Dragutin, con l'appoggio dell'Ungheria, gli mosse guerra. Milutin ebbe la meglio e le truppe serbo-ungheresi dovettero ripiegare in Sirmia. Nel 1313, grazie alla mediazione dell'arcivescovo ortodosso Danilo II, i due fratelli raggiunsero un accordo di pace che confermava Milutin re di Serbia con pieni poteri e Dragutin re di Sirmia. Negli ultimi anni della propria vita, Dragutin abbandonò le strette relazioni con l'Ungheria e si avvicinò di più al Regno di Serbia. Favorì le istituzioni religiose, costruendo diversi monasteri, come quello di Mala Remeta (Мала Ремета) nella Fruška Gora e ingrandendo quello di San Giorgio (Đurđevi Stupovi, Ђурђеви Ступови), vicino a Novi Pazar, dove fu sepolto. Poco prima di morire nel 1316 divenne monaco prendendo il nome di Teoktist: i suoi servitori scoprirono, esaminandone il cadavere, che aveva per lungo tempo cinto il cilicio, e ciò rafforzò l'idea che lo voleva persona devotissima e pia. È considerato Santo dalla Chiesa ortodossa serba.

## Ascendenza
|                            |                  |                          | Genitori                |  |  | Nonni |  |  | Bisnonni        |  |  | Trisnonni        |  |
|                            |                  |                          |                         |  |  |       |  |  | Stefano Nemanja |  |  | Zavida Vukanović |  |
|                            |                  |                          |                         |  |  |       |  |  | Stefano Nemanja |  |  | Zavida Vukanović |  |
|                            |                  | …                        |                         |  |  |       |  |  | Stefano Nemanja |  |  |                  |  |
| Stefano Prvovenčani        |                  |                          |                         |  |  |       |  |  | Stefano Nemanja |  |  |                  |  |
|                            |                  | Anna di Serbia           | Alessandro di Valacchia |  |  |       |  |  |                 |  |  |                  |  |
|                            |                  | Anna di Serbia           | Alessandro di Valacchia |  |  |       |  |  |                 |  |  |                  |  |
|                            |                  | Anna di Serbia           | …                       |  |  |       |  |  |                 |  |  |                  |  |
| Stefano Uroš I             |                  | Anna di Serbia           |                         |  |  |       |  |  |                 |  |  |                  |  |
|                            |                  | Raniero Dandolo          | Enrico Dandolo          |  |  |       |  |  |                 |  |  |                  |  |
|                            |                  | Raniero Dandolo          | Enrico Dandolo          |  |  |       |  |  |                 |  |  |                  |  |
|                            |                  | Raniero Dandolo          | Felicita Bembo          |  |  |       |  |  |                 |  |  |                  |  |
| Anna Dandola               |                  | Raniero Dandolo          |                         |  |  |       |  |  |                 |  |  |                  |  |
|                            |                  | …                        | …                       |  |  |       |  |  |                 |  |  |                  |  |
|                            |                  | …                        | …                       |  |  |       |  |  |                 |  |  |                  |  |
|                            |                  | …                        | …                       |  |  |       |  |  |                 |  |  |                  |  |
| Stefano Dragutin di Serbia |                  | …                        |                         |  |  |       |  |  |                 |  |  |                  |  |
|                            | Isacco II Angelo | Andronico Angelo         |                         |  |  |       |  |  |                 |  |  |                  |  |
|                            | Isacco II Angelo | Andronico Angelo         |                         |  |  |       |  |  |                 |  |  |                  |  |
|                            | Isacco II Angelo | Eufrosina Castamonitissa |                         |  |  |       |  |  |                 |  |  |                  |  |
| Giovanni Angelo di Srem    | Isacco II Angelo |                          |                         |  |  |       |  |  |                 |  |  |                  |  |
|                            |                  | Margherita d'Ungheria    | Béla III d'Ungheria     |  |  |       |  |  |                 |  |  |                  |  |
|                            |                  | Margherita d'Ungheria    | Béla III d'Ungheria     |  |  |       |  |  |                 |  |  |                  |  |
|                            |                  | Margherita d'Ungheria    | Agnese d'Antiochia      |  |  |       |  |  |                 |  |  |                  |  |
| Elena d'Angiò              |                  | Margherita d'Ungheria    |                         |  |  |       |  |  |                 |  |  |                  |  |
|                            |                  | Enrico I di Vianden      | Federico III di Vianden |  |  |       |  |  |                 |  |  |                  |  |
|                            |                  | Enrico I di Vianden      | Federico III di Vianden |  |  |       |  |  |                 |  |  |                  |  |
|                            |                  | Enrico I di Vianden      | Matilde di Neuerburg    |  |  |       |  |  |                 |  |  |                  |  |
| Matilda di Courtenay       |                  | Enrico I di Vianden      |                         |  |  |       |  |  |                 |  |  |                  |  |
|                            |                  | Margherita di Namur      | Pietro II di Courtenay  |  |  |       |  |  |                 |  |  |                  |  |
|                            |                  | Margherita di Namur      | Pietro II di Courtenay  |  |  |       |  |  |                 |  |  |                  |  |
|                            |                  | Margherita di Namur      | Iolanda di Fiandra      |  |  |       |  |  |                 |  |  |                  |  |
|                            |                  | Margherita di Namur      |                         |  |  |       |  |  |                 |  |  |                  |  |